# Zgoda (gmina Łanięta)
Zgoda – wieś sołecka w centralnej Polsce, położona w województwie łódzkim, w powiecie kutnowskim, w gminie Łanięta. Miejscowość znajduje się w północnej części gminy. Jej powierzchnia wynosi 218,38 ha. Według stanu z 31.08.2015 r. zamieszkuje ją 80 osób.
W latach 1975–1998 miejscowość należała administracyjnie do województwa płockiego.

## Geografia

### Położenie
Zgoda jest jedną z 13 wsi sołeckich gminy Łanięta. Jest najbardziej wysuniętą na północ miejscowością gminy Łanięta, powiatu kutnowskiego oraz województwa łódzkiego. Skrajny północny punkt powyższych jednostek administracyjnych znajduje się w  północnym narożniku działki ewidencyjnej nr 66/1 (52°23′38,0″N 19°16′26,0″E/52,393889 19,273889).
Zgoda sąsiaduje z: miejscowościami Anielin i Rajmundów w gminie Łanięta, powiecie kutnowskim, województwie łódzkim, miejscowościami Wola Olszowa-Parcele, Świerna i Antoniewo w gminie Lubień Kujawski, powiecie włocławskim, województwie kujawsko-pomorskim, miejscowością Niecki w gminie Gostynin, powiecie gostynińskim, województwie mazowieckim.
Zgodnie z podziałem fizycznogeograficznym Polski J. Kondrackiego i A. Richlinga zmodyfikowanym w 2018 roku Zgoda położona jest na granicy Wysoczyzny Kłodawskiej i Pojezierza Kujawskiego, tym samym znajduje się w strefie granicznej dwóch podprowincji: Pojezierzy Południowobałtyckich i Nizin Środkowopolskich.

### Warunki naturalne
Krajobraz Zgody tworzy monotonna, zdenudowana wysoczyzna morenowa. Dominującymi skałami podłoża są gliny zwałowe powstałe podczas zlodowacenia warty. W północnej części występują gliny zwałowe zlodowacenia wisły. Pomiędzy glinami z różnych okresów istnieje płat piasków i piasków ze żwirami powstały w wyniku procesów fluwioglacjalnych podczas ostatniego zlodowacenia. Na skałach tych wykształciły się przede wszystkim gleby bielicowe oraz brunatne kwaśne oraz właściwe. W południowo-zachodniej części wsi istnieją płaty czarnych ziem deluwialnych. Większość gleb cechuje się wysoką przydatnością rolniczą i należy do kompleksu pszennego dobrego. Pozostałe gleby zostały sklasyfikowane przede wszystkim jako żytnie dobre.

## Demografia
Według Narodowego Spisu Powszechnego z 2011 roku w miejscowości mieszkało 88 osób, z czego 50 osób to mężczyźni, a 38 osób to kobiety. W wieku przedprodukcyjnym było 28 osób. W wieku produkcyjnym 44 osoby. Pozostałe 16 osób stanowiło ludność w wieku poprodukcyjnym.
W 2015 roku liczba ludności wynosiła 80 osób.

## Komunikacja
W miejscowości znajdują się dwa przystanki autobusowe: Zgoda nr 1 oraz Zgoda Skrzyżowanie. Najbliższe stacje kolejowe to Rutkowice oddalone o ok. 8 km oraz Sierakówek i Strzelce Kujawskie znajduje się w odległości ok. 10 km.
Przez miejscowość przebiega droga powiatowa nr P2141E Łanięta-Pomarzany-Zgoda (granica woj. kujawsko-pomorskiego).

Północno-wschodni fragment Zgody przecina autostrada A1.

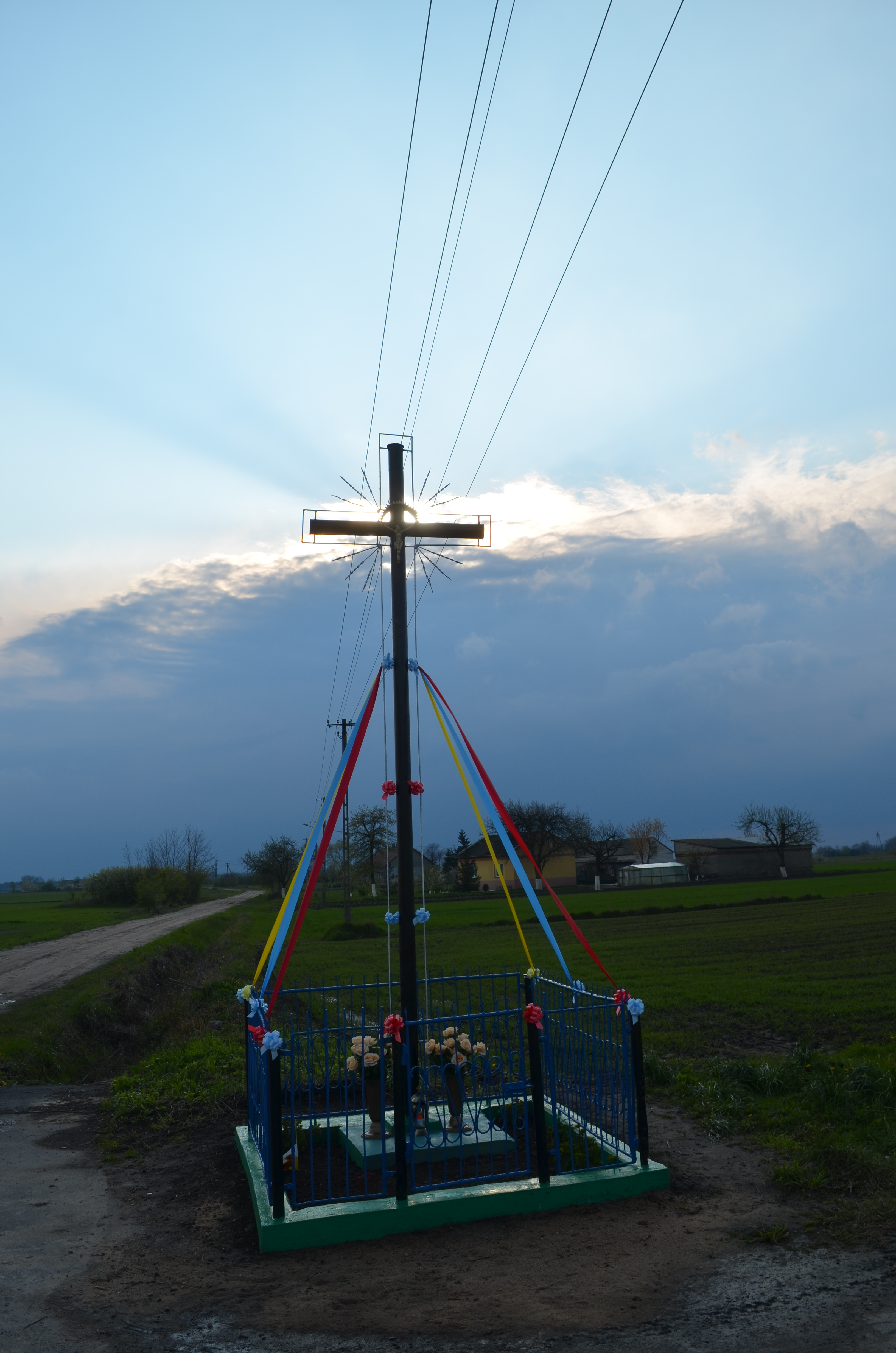
Krzyż przydrożny w Zgodzie